# Nisga’a

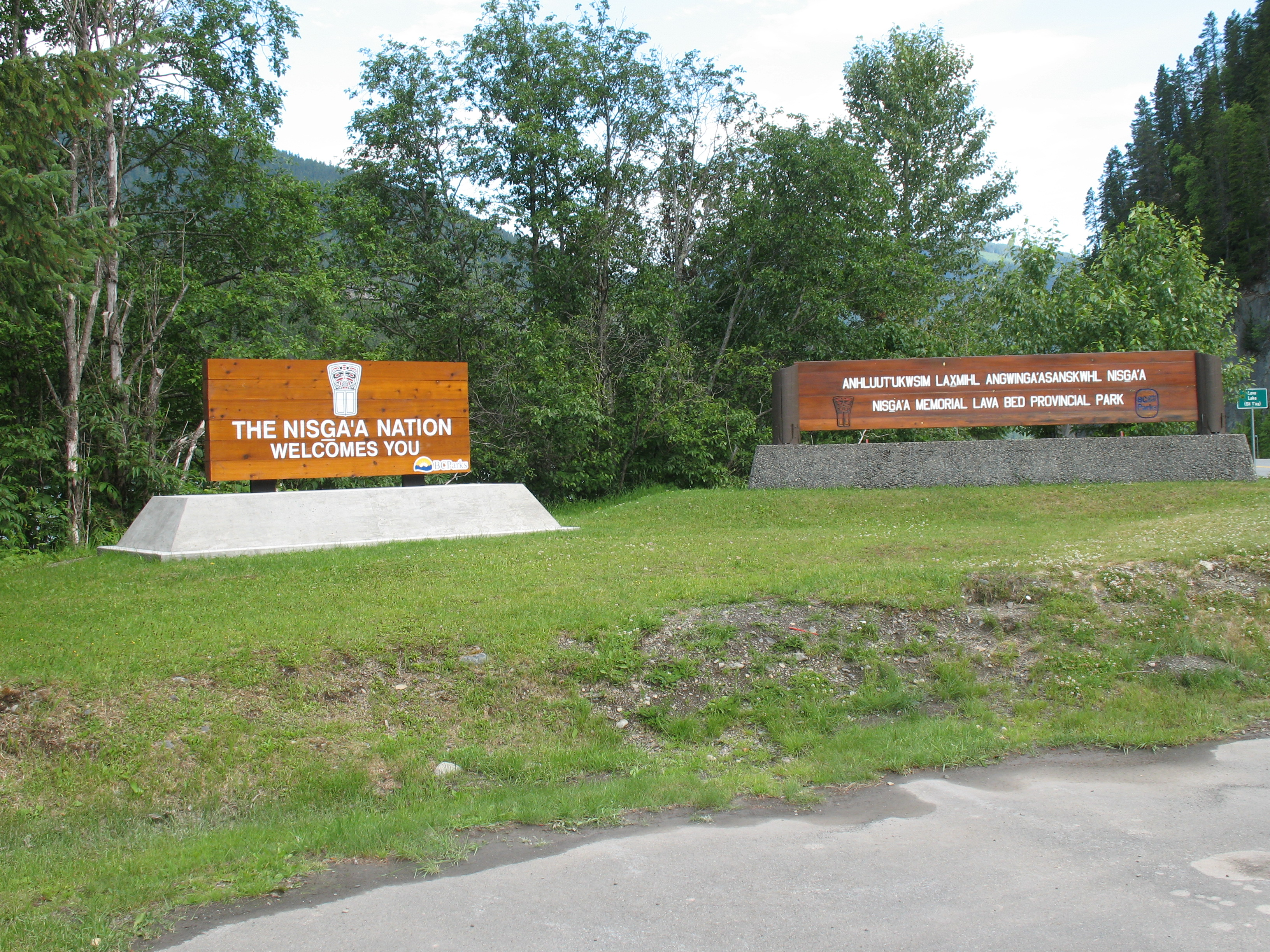
Willkommen im Land der Nisga'a

Die Nisga'a oder Nisg̱a’a, früher auch oft als Nishga geschrieben, ist eine First Nation im historischen Pazifischen Nordwesten im Nordwesten der kanadischen Provinz British Columbia. Ihr Stammesgebiet lag nördlich sowie im Tal des mittleren Nass River flussabwärts bis zu dessen Mündung in die Nass Bay, einer Seitenbucht des Portland Inlet, der durch die Meeresenge Dixon Entrance mit dem Pazifik verbunden ist.
Sie selbst bezeichnen sich als „Gat“ („Volk“) oder „Aluugigat“ („Öffentliches Volk“) und das Nass River Valley als K'alii Aksim Lisims (abgel. von K'alii-aks – „Fluss“ und Lisims – „Nass River“) oder einfach Lisims („Nass River“). Daher nennen sie sich heute manchmal auch „Nisga A Hli Luugadin K Aliiaksim Lisims“ („Volk am Nass River“).

## Name
Die heutige Stammesbezeichnung Nisga'a ist ein Lehnwort aus dem Tongass Tlingit-Dialekt der feindlichen Tongass Tlingit und bedeutet „Volk entlang des Nass River“. Möglicherweise leitet sich diese jedoch von zwei Nisga'a-Wörtern ab – „Nisk'“ (Oberlippe) und „Tl'ak'“ (Unterlippe) –, die auf das überreiche Nahrungsangebot des Nass River hinweisen sollten, so dass viele Stämme und Tiere zum Fluss kamen, um hiervon zu essen.
Früher wurden die Nisga’a („Volk entlang des Nass River“) zusammen mit den sprachlich und kulturell eng verwandten Gitxsan („Volk vom Nebelfluss“, d. h. vom Skeena River) im Osten und Süden und den Tsimshian („Volk inmitten des Skeena River“) an der Pazifikküste im Süden mit dem Sammelbegriff „Tsimshian“ bezeichnet. Da die Nisga’a und insbesondere die Gitxsan keinen direkten Zugang zum Pazifik hatten und im Landesinneren lebten, bezeichnete man sie daher als Interior oder Inland Tsimshian (Binnen-Tsimshian). Die Tsimshian im Mündungsgebiet des Skeena River sowie auf den vorgelagerten Inseln wurden hingegen als Coast Tsimshian (Küsten-Tsimshian) bezeichnet. Trotz ihrer Binnenlage zählen die Nisga’a und Gitxsan zur Nordwestküstenkultur. Bei den drei Völkern handelt es sich nach ihrem Selbstverständnis jedoch um voneinander unabhängige Ethnien.

## Sprache und Kultur

### Sprache
Zusammen mit den Tsimshian (Ts’msyan) („Volk inmitten des Skeena River“) und Gitxsan (Gitskan) („Volk vom Nebelfluss, d. h. vom Skeena River“) sprechen die Nisga’a (Nisg̱a’a) („Volk entlang des Nass River“) eine der vier Varietäten der Tsimshian (Tsmksian)-Sprachen, die heute allgemein zur Penuti-Sprachfamilie gezählt werden; innerhalb des Penuti werden die Tsimshian-Sprachen zusammen mit den Chinook (Tsinúk)-Sprachen der verschiedenen Chinook-Gruppen zudem als Maritimes Penuti oder Küsten-Penuti bezeichnet.
Ihre Sprache, das Nisga’a (Nisg̱a'amḵ oder Nisga’a Ts’amiks) (veraltet: Nass), wird oftmals seitens von Linguisten zusammen mit dem Gitxsanimaax (je nach Dialekt: Gitxsanimax̱ oder Gitsenimx̱) der Gitxsan als eine Sprache, das Nass–Gitksan (auch: Interior Tsimshian oder Inland Tsimshian, dt. Binnen-Tsimshian), betrachtet und die beiden Varietäten nur als jeweilige Dialekte des Nass-Gitksan betrachtet – da sich beide Stammesgruppen zwar als sprachlich und kulturell eng verwandte jedoch politisch eigenständige Ethnien betrachten, werden die beiden Varietäten heute als zwei eng verwandte indigene Sprachen betrachtet.
Das Nisg̱a'amḵ (Nisga’a Ts’amiks) zählt mit ca. 610 (2011) Sprechern zu den ernsthaft gefährdeten Sprachen (engl. severely endangered), da meist nur noch die Großelterngeneration diese als Muttersprache beherrscht und die nachfolgenden Generationen meist das dominante Kanadische Englisch sprechen, manche Ältere sprechen das etwas schwerer verständliche Coast Tsimshian (Sm’algyax) (von den Nisga’a als Ts’imsanimḵ – „Sprache der Tsimshian“ bezeichnet) der Tsimshian (Ts’msyan); zudem nutzen über 900 Gitxsan ihre Sprache als Zweitsprache, so dass heute es etwa 1.500 Personen fließend sprechen.

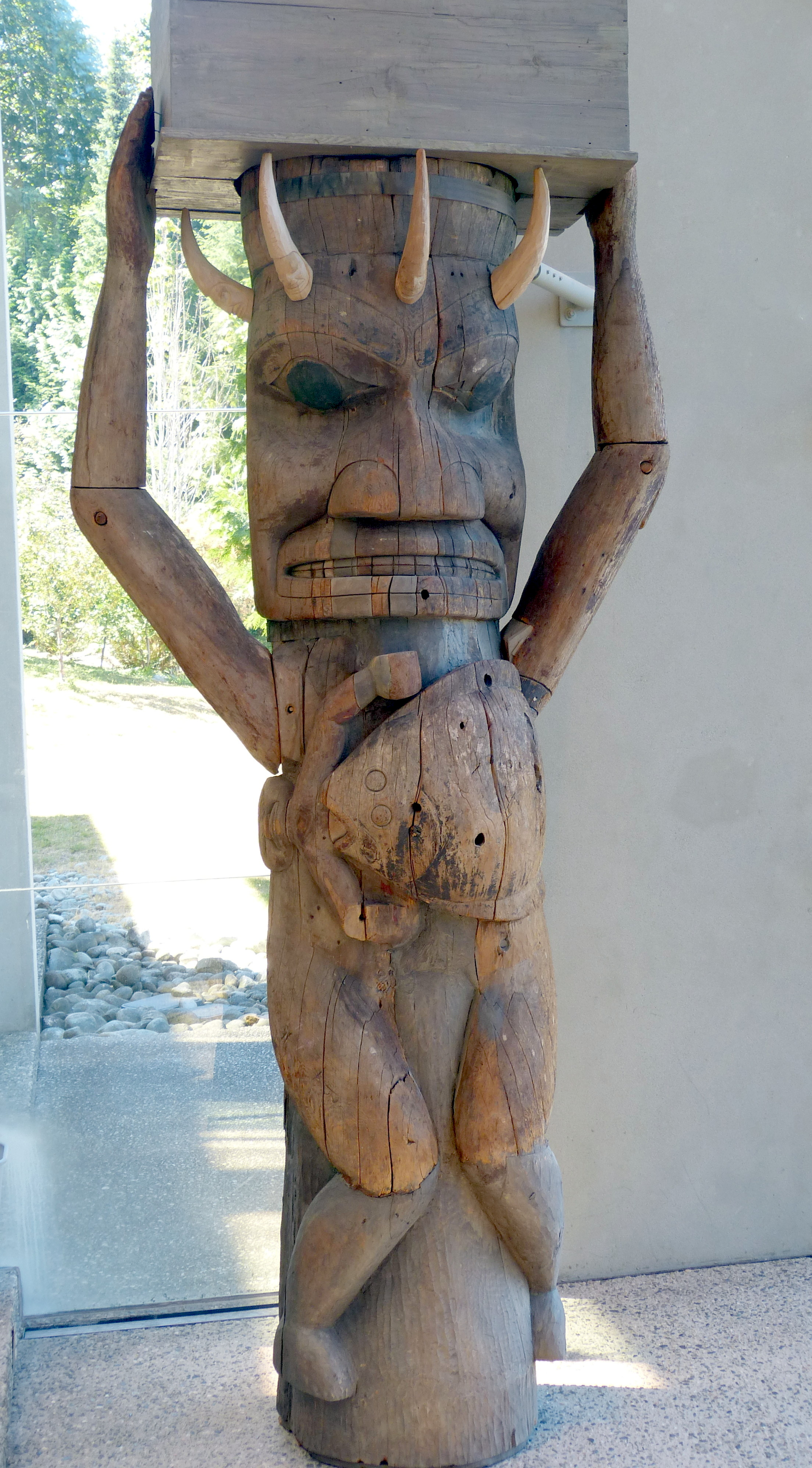
Pfahl des Laay (1870), Anthropologisches Museum Vancouver

### Politische und soziale Organisation
Die stark hierarchisierte und matrilineare Gesellschaft der Nisga’a (wie auch die der Gitxsan und Tsimshian) unterteilte sich in exogame Wilps (Hausgruppen), welche aus einer oder mehreren eng verwandten Familien bestanden, die ihre Abstammung jeweils auf eine Stammmutter über eine Mütterlinie zurückführten (Matri-Lineage). Die Wilps, die zwischen 20 und bis mehr als 250 Menschen umfassen können, besitzen eigene Lax'yip oder Ango’oskw (traditionelle erbliche Siedlungsräume mit Jagd- und Fischgründen sowie Sammelplätzen für Beeren und Wurzeln). Daher sind sie die soziale, ökonomische und politische Basis der Gesellschaft. Einst war das Stammesterritorium der Nisga’a in 40 Ango’oskw unterteilt, deren Ressourcen von 60 Huwilp (Plural von Wilp, sprich: mehreren verwandten Hausgruppen) beansprucht und genutzt wurden. Wollte eine nicht verwandte Wilp diese nutzen, musste sie um Erlaubnis fragen. Wilps wurden von erblichen Simgigat (Plural von Sim'oogit, männlichen Häuptlingen oder „House Chiefs“) oder Sigidim Haanak’ (Plural von Sigidimnaḵ’, weiblichen Häuptlingen oder „House Chiefs“) geführt, die von K’aax (Unterhäuptlingen oder sog. wing chiefs) beraten (ähnlich den ebenfalls erblichen Simgiigyet (männlichen Häuptlingen) oder Sigidimhanak (weiblichen Häuptlingen) der Gitxsan).
Mehrere verwandte Wilps oder ein Huwilp gehörten jeweils einem der vier matrilinearen traditionellen Nisga’a P’deek (Stämmen oder Clans) an, die wiederum in zwei große Lineages eng verwandter Familien unterteilt sind, die sich durch eigene Adaawaḵ (Tradition sowie Familiengeschichten) jeweils definierten und abgrenzten. Diese überlieferten und tradierten Geschichten wurden mittels Pts'aan (Totempfählen) erzählt, die die einzelnen Familien errichteten:
- Laxgibuu oder Lax̱gibuu (Wolf-Clan oder -Stamm) – identisch mit dem Laxgibuu / Laxgyibuu (Wolf-Clan) der Tsimshian oder dem Lax Gibuu (Wolf-Clan) der Gitxsan
  - Laxgibuu (Wolf-Clan) identifiziert sich mit Gibuu/Laxgibuu (Wolf), der die Höhen und Hänge der Berge bewohnt, wird als Lehrer der Ahnen gesehen, der diesen beibrachte, welche Tiere essbar sind, und heute noch als Lehrer zur Strukturierung des eigenen Lebens angesehen wird.
  - Gisḵ’ansnaat (Grizzly-Clan) identifiziert sich mit Likin̓skw (Grizzly)[9]
- Ganhada oder G̱anada (Kolkraben-Clan/-Stamm) – identisch mit dem G̱anhada / G̱a̱nhada (Kolkraben-Clan) der Tsimshian und dem Lax See'l (Kolkraben-lan) oder Lax Ganeda / Ganada (Frosch-Clan) der Gitxsan
  - Ganhada / G̱anada (Kolkraben-Clan) identifiziert sich mit G̱aaḵ/Ganhada (Kolkrabe), der als „Bewahrer und Überbringer von sowohl gutem als auch schlechtem Wissen“ angesehen wird, der den Weg weisen, die Präsenz von Tieren oder nahender Gefahr sowie den Tod anzeigen kann, durch Überbringung guter Nachrichten sorgt er auch für Aufmunterung und Ermutigung.
  - ein weiterer Clan identifiziert sich mit G̱anaaw̓/Ganaaw (Frosch); da dieser Seen und Teiche bewohnt, wird er mit dem Wetter, Wandel/Erneuerung sowie Überfluss und Fülle assoziiert.
- Gispwudwada oder Gisḵ'aast (Schwertwal-Clan/-Stamm) – identisch mit dem Gispwudwada / Gisbutwada (Schwertwal-Clan) der Tsimshian oder dem Gisgaast / Giskaast (Schmalblättriges Weidenröschen (Firewood)-Clan) der Gitxsan
  - Gispwudwada/Gisḵ'aast (Schwertwal-Clan) identifiziert sich mit Gisk'aast/N̓eeḵhl (Schwertwal) zeigte den Ahnen, welches Meeresfrüchte essbar waren, zudem repräsentiert er durch Transformation auch „Atem“ und „Leben“, symbolisiert durch das Loch in der Finne (Rückenflosse) und den hierdurch verursachten Klang.
  - ein weiterer Clan identifiziert sich mit K'utk'unukws (Eule), die den Menschen die weiteren Symbole des Schwertwals übermittelte, da sie immer über die Lax-siilda (Meeresgewässer) Wacht hält.
- Laxsgiik oder Lax̱sgiik (Weißkopfseeadler-Clan/-Stamm) – identisch mit dem La̱xsgiik / La̱xsgyiik (Weißkopfseeadler-Clan) der Tsimshian oder dem Lax Skiik (Weißkopfseeadler-Clan) der westlichen Gitxsan Wilps
  - Laxsgiik/Lax̱sgiik (Weißkopfseeadler-Clan) identifiziert sich mit Laxsgiik/X̱sgaak (Weißkopfseeadler), der Autorität über alle Lachslaichgründe beansprucht, seine Federn werden als heilig betrachtet und er selbst als übernatürliches und mächtiges Wesen gesehen. Durch seine enorme Sehkraft kann er alles in seiner Umgebung sehen sowie alles, was diese beinhaltet. Daher gilt er als Visionär.
  - Lax̱ts’imilx (Biber-Clan) identifiziert sich mit Ts'imilx (Biber)

Da wie oben bereits erwähnt die Nisga’a (genauso wie die Gitxsan / Gitanyow und Tsimshian) in exogame sowie matrilineare Wilps (Hausgruppen), Lineages (Familienverbänden), Huwilps (Stämmen) sowie Stämme-übergreifenden P’deek (Clans) unterteilt waren, gehörten die Kinder automatisch zum Wilp (Hausgruppe) sowie zum P’deek (Clan) der Mutter; gehörte z. B. der Vater dem Gispwudwada / Gisḵ'aast (Schwertwal-Clan) und die Mutter dem Laxgibuu (Wolf-Clan) an, gehörten auch deren Kinder zum Laxgibuu (Wolf-Clan). Gehörte der Vater den Nisga’a an und stammte die Mutter ursprünglich aus einem anderen Stamm, gehörten auch hier die Kinder dem P’deek (Clan) und Stamm der Mutter an – und nicht den Nisga’a.
Da die Nisga’a glaubten, dass jeder P’deek (Clan) sich auf eine gemeinsame Stammmutter zurückführt, erlaubten ihre Heiratsregeln keine Heiraten innerhalb des gleichen P’deek. Hierdurch waren sie gezwungen, ihre zukünftigen Ehepartner außerhalb ihres eigenen P’deek innerhalb ihres Huwilp (Stamm) oder unter ebenfalls in matrilineare Clans organisierten benachbarten Völkern – Tsimshian, Gitxsan, Tlingit, Haida, Wet’suwet’en, Babine oder Dakelh – zu suchen, so dass diese gegenseitigen exogamen Heiraten zur Grundlage umfassender Allianzen zwischen verschiedenen Völkern wurden. Für die Stämme war nicht die sprachliche oder ethnische Abstammung von Bedeutung, sondern die Zugehörigkeit zum P’deek der Mutter. Da alle Stämme glaubten, die Clans seien untereinander verwandt, konnten sie in Not- oder Kriegszeiten auch auf Hilfe von Clanmitgliedern unter benachbarten Stämmen setzen. So betrachteten z. B. die Mitglieder des Laxgibuu der Nisga’a die Stammesmitglieder des Lax Gibuu der Gitxsan / Gitanyow, des Laxgibuu der Tsimshian, des Ch'aak'/Gooch naa der Tlingit, des Kaadaas gaah Kiiguwaay der Haida, des Gitdumden der Wet’suwet’en, des CheYonne der Tahltan (Östliche Tsetsaut) sowie des Wolf-Clan der Tsetsaut (Westliche Tsetsaut) und Lax̱wiiyip (Portland Inlet Athabascans oder Stikine Tahltan) als Blutsverwandte mit einer gemeinsamen Stammmutter.
Vormals waren die Nisga’a gegenüber der kanadischen Regierung als Bands oder First Nations politisch organisiert. Jedoch schlossen sich die vier nach Abschluss des Nisga'a-Vertrags zur Nisga’a Nation zusammen, die sich weitgehend selbst verwaltet.

## Vulkanexplosion und Zerstörung der Dörfer

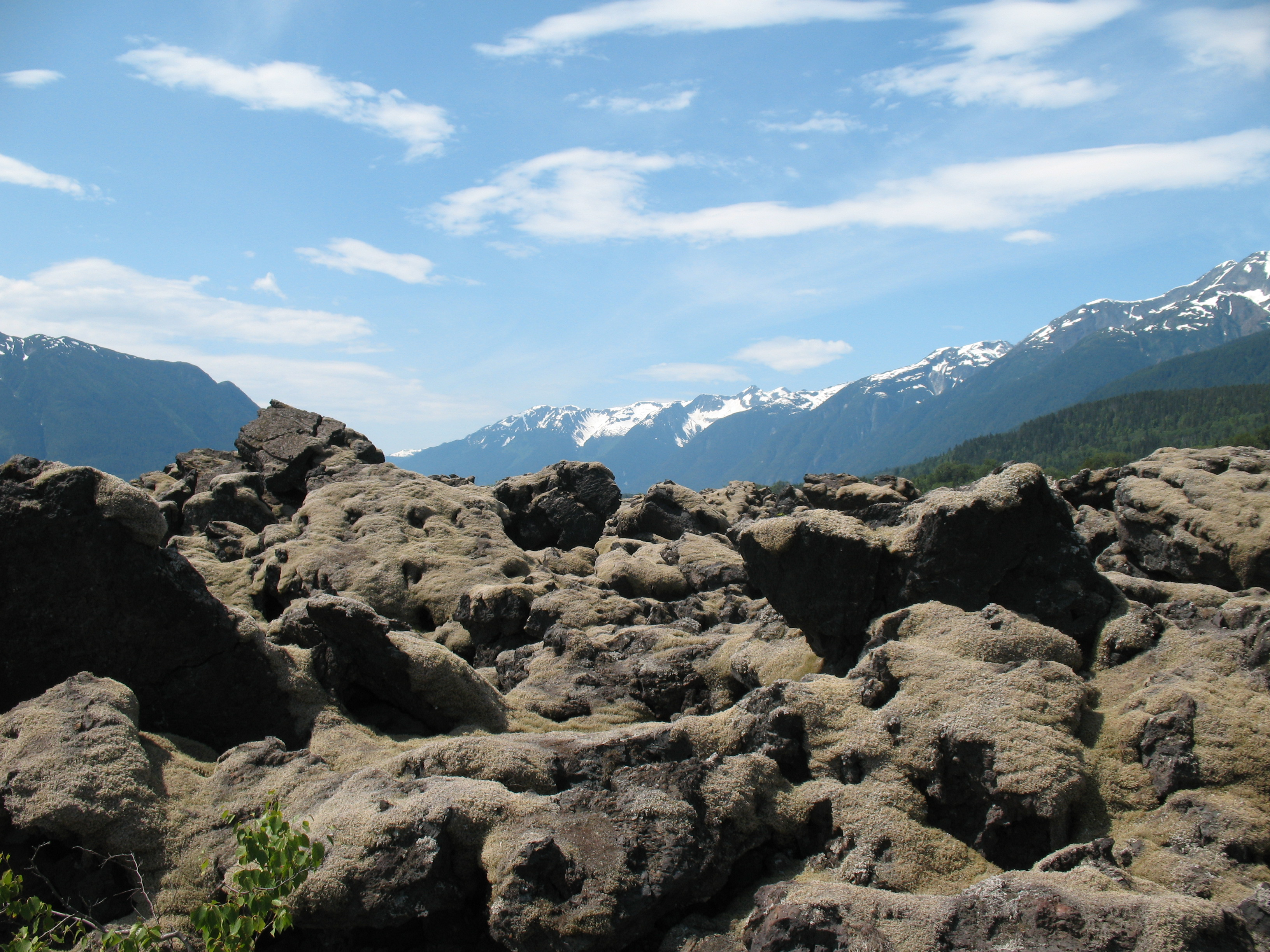
Lavafeld im Gebiet der Nisga'a (Nisga'a Memorial Lava Bed Park)

Um 1760 ereignete sich einer der letzten Vulkanausbrüche in Kanada. Dabei zerstörten die Lavaströme zwei Dörfer und töteten mehrere tausend Menschen. An diese Katastrophe erinnert der Anhluut’ukwsim Laxmihl Angwinga’asanskwhl Nisga’a Provincial Park (ehemals Nisga'a Memorial Lava Bed Provincial Park), der sich über 179 km² erstreckt. Nach Auffassung der Nisga'a wurde die Zerstörung durch Respektlosigkeit gegenüber der Natur ausgelöst. Gwaxts'agat, ein übernatürliches Wesen, kam aus den Bergen, um den Lavastrom mit den starken Winden aus seiner Nase zu stoppen.

## Einwanderungswellen, Kampf gegen Überfälle
Die Nisga'a führen sich auf mehrere Einwanderungswellen aus dem Nordwesten zurück. Das Tal des Nass River bot reichhaltige Jagd- und Sammelmöglichkeiten und war wohl schon früh vergleichsweise dicht bevölkert. Einige dieser Plünderergruppen blieben und bildeten im Laufe der Generationen Verwandtschaftsverhältnisse untereinander aus.
Die Mündung des Nass River an der Pazifikküste bot auch für Haida und Tsimshian ein verlockendes Einfallstor ins Hinterland. So blieb die westlichste Siedlung der Nisga'a, Ging̱olx̱, meist unbewohnt. Jedoch gelang es den Nisga'a, eine Haida-Gruppe im Kampf umzubringen, und sie hängten ihre Skalps zur Abschreckung an Pfähle. Ging̱olx heißt dementsprechend nichts anderes als „Ort der Skalps“.

## Israel Sgat'iin, Verteidigung der Fischrechte im Nass

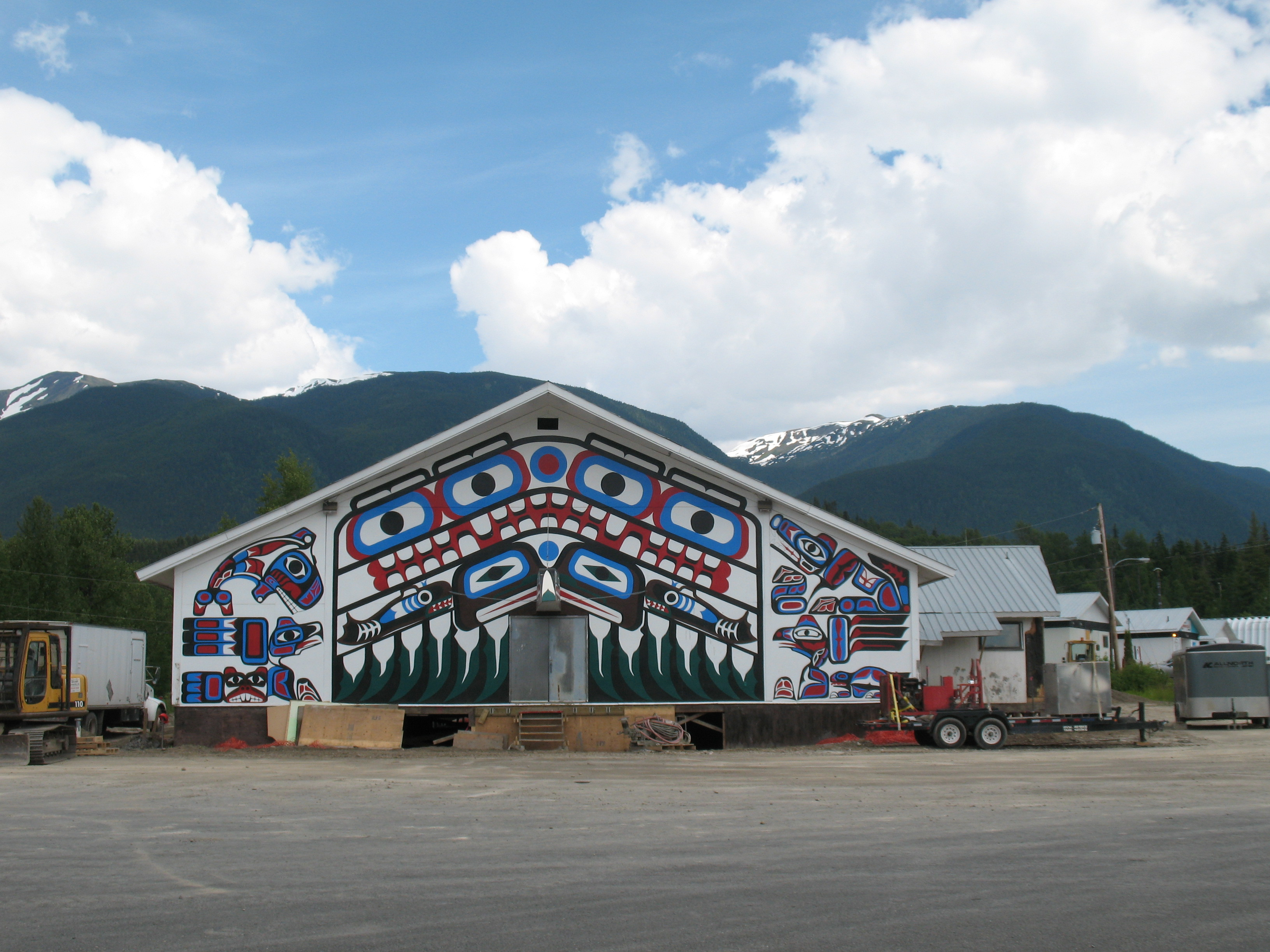
Traditionelles Nisga'a-Haus in New Ayanish

Als bedeutendster Häuptling gilt Israel Sgat'iin, der sich als einziger Nisga'a mit einem Grizzlypelz schmücken durfte.
In den 1860er Jahren verteidigten die Nisga'a ihre Fischrechte im Nass River gegen die benachbarten Tsimshian. Das britische Kanonenboot Sparrowhawk wurde entsandt und erzwang einen Friedensschluss, der unter dem Namen Sparrow Hawk Treaty unterzeichnet wurde.

## Der Nisga'a-Vertrag
Einer der herausragenden Verfechter der Landrechte des Stammes wurde Frank Arthur Calder (1915–2006), der als erster Indianer 1949 in ein kanadisches Parlament einzog. Er setzte 1967 bis 1973 vor dem Obersten Gerichtshof im Fall Calder vs. British Columbia die grundsätzliche Anerkennung indianischer Landrechte durch. Dies geschah in Anerkennung der Royal Proclamation von 1763.

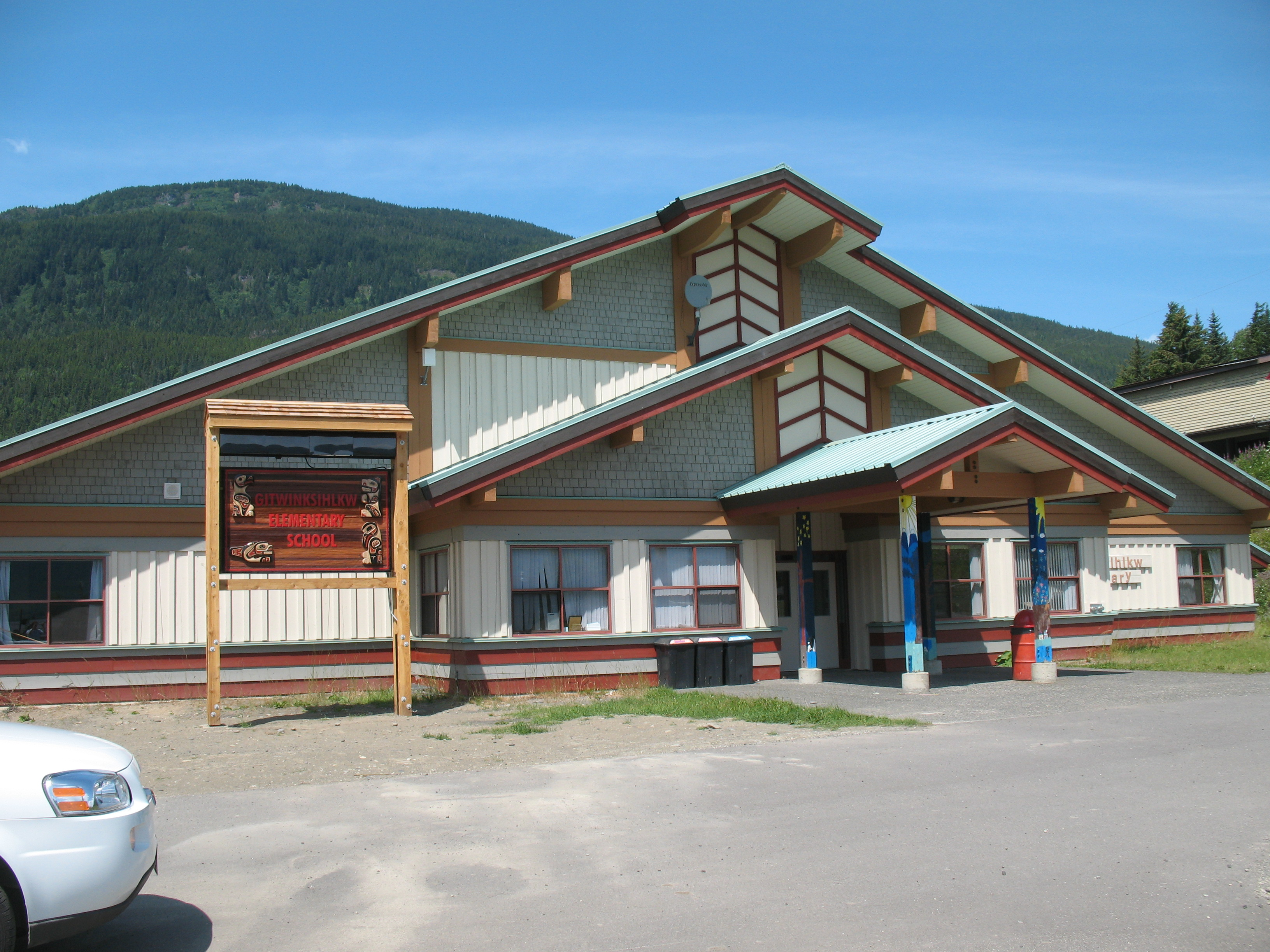
Grundschule

Am 11. Mai 2000 schlossen die Nisga'a als erster Stamm mit der Provinzregierung von British Columbia und der Regierung von Kanada einen entsprechenden Landrechtevertrag. Darin wurden rund 2.000 km² Land als Gebiet des Stammes anerkannt. Dazu wurde ein Wasserschutzgebiet und der Bear Glacier Provincial Park geschaffen.

## Aktuelle Situation

### Nisga’a Nation
Heute (Stand: April 2014) zählen die Nisga’a entsprechend dem Department of Indian Affairs and Northern Development fast 6.000 Stammesmitglieder, deren heute noch bestehenden vier größeren Siedlungen – die von ca. 2.000 Nisga’a bewohnt werden – bis vor Kurzem durch das Nisga'a Tribal Council gegenüber der kanadischen Regierung als vier separate Bands / First Nations mit zugehörigen Reservaten politisch organisiert waren.
Seit Abschluss des Nisga’a-Vertrages werden die vier Siedlungen gemeinsam durch die Nisga’a Nation vertreten. Die Regierung der Nisga’a Nation setzt sich aus dem Nisga’a Lisims Government (NLG) (für die ganze Nation), den vier regionalen Nisga'a Village Governments (je eins für eine Siedlung) sowie den sechs Repräsentanten der drei urbanen Zentren (je zwei für Vancouver, Terrace und Prince Rupert/Port Edward) zusammen, die die Interessen von Nisga’a außerhalb des Stammesterritoriums der Nisga’a Nation vertreten.
Die Regierung besteht aus der Wilp Si'Ayuukhl Nisga'a (WSN) (Legislative, 36 Mitglieder) sowie der Nisga’a Lisims Government Executive (Exekutive) – beratend steht hierbei das Council of Elders (Ältestenrat – bestehend aus „Simgigat“ und „Sigidim Haanak'“) bei – und hat ihren Sitz im Nisga's Lisims Government Building in Gitlax̱t'aamiks, der sog. Hauptstadt der Nisga’a.

#### Nisga'a Village Governments
- Gitlax̱t'aamiks oder Nisga'a Village of New Aiyansh (auch: Gitlaxt'aamiks, ältere Schreibweise: Gitlakdamix – „Volk entlang der Teiche oder Wasserbecken“, vormals: New Aiyansh, Hauptstadt der Nisga'a Nation, liegt 97 km nordwestlich von Terrace, Population: 1.837, hiervon 869 innerhalb der Siedlung)
- Gitwinksihlkw oder Nisga'a Village of Gitwinksihlkw  (ältere Schreibweise: Kitwilluchsilt – „Volk der Echsen, d. h. Echsen essendes Volk“, vormals: Canyon City, liegt am Nordufer des Nass River, ca. 100 km nordwestlich von Terrace, Population: 398, hiervon 186 innerhalb der Siedlung)
- Lax̱g̱alts’ap oder Nisga'a Village of Laxgalt'sap (auch: Laxqalts'ap, ältere Schreibweise: Lachkaltsap – „Dorf/Ort errichtet auf mehreren vorherigen Siedlungen“, vormals: Greenville, liegt im Mündungsgebiet des Nass River, ca. 150 km nördlich von Terrace, Population: 1.764, hiervon 576 innerhalb der Siedlung)
- Ging̱olx oder Nisga'a Village of Gingolx („Ort der Skalps“, ältere Schreibweise: Kincolith, liegt an der Nordwestküste von British Columbia am Portland Inlet, ca. 170 km nordwestlich von Terrace, Population: 1.980, hiervon 403 innerhalb der Siedlung)

Im Frühjahr 2011 öffnete das Nisga'a Museum & Cultural Centre (Hli Goothl Wilp-Adokshl Nisga'a – „the heart of Nisga'a House crests“) in Laxgalts'ap, das rund 300 Exponate birgt. Dieses Kulturzentrum dient neben wissenschaftlichen und Ausstellungszwecken der Förderung des Tourismus. Auch der Lavapark ist dafür zugänglich gemacht worden.

### Urbane Zentren der Nisga’a
Außerhalb der Stammesterritorien der Nisga’a Nation lebt heute die Mehrheit der Stammesangehörigen meist in drei städtischen (urbanen) Zentren: Vancouver, Prince Rupert und Terrace; die drei Zentren werden jeweils durch zwei Repräsentanten im Wilp Si'Ayuukhl Nisga'a – der Regierung aller Nisga’a – vertreten.

#### Nisga’a Ts’amiks Vancouver Society
Die Nisga’a Ts’amiks Vancouver Society wurde am 27. November gegründet, und ihr Verwaltungssitz befindet sich in East Vancouver. Sie repräsentiert gegenüber der Nisga’a Nation etwas mehr als 1.400 Nisga’a, die überwiegend im Lower Mainland, Greater Victoria (auch: Greater Victoria Regio, das den Capital Regional District sowie Victoria umfasst) sowie im Regional District of Nanaimo beheimatet sind. Jedoch reicht das verwaltete Gebiet von der Stadt Williams Lake nördlich von Vancouver südwärts bis zu den USA sowie von der Prärieprovinz Alberta im Osten bis zum Pazifik (einschließlich Vancouver Island) im äußersten Westen.

#### Gitmaxmakay Nisga’a Society
Die Gitmaxmakay Nisga’a Society repräsentiert politisch gegenüber der Nisga’a Nation ca. 1500 Stammesmitglieder, die rund um die Städte Prince Rupert und District of Port Edward leben.

#### Terrace Nisga'a Society
Die Terrace Nisga'a Society (TNS) mit dem Verwaltungssitz in der Stadt Terrace, repräsentiert politisch gegenüber der Nisga’a Nation diejenigen Stammesmitglieder im Norden von British Columbia, die innerhalb oder in der Umgebung der Schwesterstädte Terrace und Thornhill am Skeena River bis zur Umgebung der Stadt Williams Lake leben.